# Neohelota similis
Neohelota similis là một loài bọ cánh cứng trong họ Helotidae. Loài này được Lee & Sato miêu tả khoa học năm 2006.